# 祖宗十九代
《祖宗十九代》（英語：The Faces of My Gene）是一部中国穿越時空劇、喜劇。导演为郭德纲，领衔主演为岳云鹏及林志玲。2018年2月16日，在中国内地及香港首映。该电影讲述了一位作家在穿越到古代后，与其先祖所发生的故事。

## 剧情
贝小贝（岳云鹏饰）是一名作家，因自己太胖而感到自卑。又因为外貌丑陋，他在生活中处处碰壁。后来，他无意间找到一份落满灰尘的家谱，又意外穿越了时空，与其祖先相遇。

## 音乐
| 曲序 | 曲目                     |                          | 作曲                         | 歌手                        |
| ---- | ------------------------ | ------------------------ | ---------------------------- | --------------------------- |
| 1.   | 《辈分歌》（宣传曲）     | Wu Songjin/ Zhao Yingjun | Feng Cong                    | 郭德纲/岳云鹏/郭麒麟/张云雷 |
| 2.   | 《漂亮重要吗》（主题曲） | Ren Yingjie/ Li Ruoxi    | Wang Zongxian/ Xiachuan Heji | 岳云鹏/郭麒麟               |

## 拍摄
《祖宗十九代》是郭德纲执导的首部作品。而在拍摄过程中，先后有33位明星参与其中，包括：吴秀波，吴京，王宝强，范冰冰，吳君如，张国立，马谡等。

## 演员
| 演员   | 角色         |
| 岳雲鵬 | 貝小貝       |
| 張國立 | 貝醫生       |
| 吳君如 | 貝媽媽/女媧  |
| 林志玲 | 莉婭         |
| 井柏然 | 雷           |
| 鄭愷   | 小蝌蚪       |
| 謝楠   | 女記者       |
| 孟非   | 被撞者       |
| 黃磊   | 老闆         |
| 孙艺洲 | 主持人       |
| 賈玲   | 火鍋女       |
| 歐漢聲 | 梅幸福       |
| 胡珊珊 | 王鋼鐵       |
| 馬蘇   | 麗麗         |
| 于謙   | 馮九         |
| 王寶強 | 二當家       |
| 董成鵬 | 三當家       |
| 王小利 | 神農         |
| 杜淳   | 梅西望       |
| 張儷   | 紫安         |
| 張晨光 | 紫父         |
| 張鶴倫 | 四大名捕老大 |
| 閻鶴祥 | 四大名捕之一 |
| 郭麒麟 | 王寶寶       |
| 吴京   | 梅辦法       |
| 劉蓓   | 銅鐵錘       |
| 賈乃亮 | 王小二       |
| 吳秀波 | 梅前途       |
| 謝依霖 | 梅夫人       |
| 李晨   | 張百順       |
| 孫越   | 皇叔         |
| 楊九郎 | 按摩腳底侍衛 |
| 欒雲平 | 捧冰塊侍衛   |
| 吳樾   | 夸父         |
| 汪東城 | 火神         |
| 蕭敬騰 | 水神         |
| 范冰冰 | 梅氏媳婦     |
| 郭德纲 | 梅氏祖宗     |
| 张云雷 | 张太醫       |

## 发布
2018年2月6日，该电影在中国内地及香港等地上映。

## 评价
该电影所收到的多为负面评价。
《新京报》评：该片整个故事太像一个流水账的相声段子，节奏混乱、线索零散，郭德纲拍起电影来显得很笨拙而缺乏想象力。岳云鹏不管是说相声还是演电影，根本没有在演技上的突破空间，只是靠反复的卖萌耍贱来应对每一个情节。导演的价值观混乱，核心观点到底是“颜值不代表一切”还是“颜值就是一切”，令人摸不着头脑。
《北京晚报》评：《祖宗十九代》虽然让岳云鹏来了一场穿越之旅，分别和民国、清朝、明朝、晋朝以及上古时期的祖先交流，但并没有留下多少可看的内容，充其量，也不过让剧情为众多“助演”的出场做准备。该片并没有多少可以令观众捧腹大笑的笑料，也难以制造令人忍俊不禁的笑果，导演和演员都拼命想让观众笑，可观众就是笑不起来。与其说是一场奇妙无比的穿越之旅，不如说是一场洋相百出的尴尬之旅。
2019年3月31日，“青年电影手册”在京举行十周年庆典活动，现场颁发了“金扫帚奖”各奖项。《祖宗十九代》获2018年“最令人失望影片”。

## 票房
该电影首周票房超过1亿元人民币。 